# Даріан Таунсенд
Даріан Таунсенд (англ. Darian Townsend, 28 серпня 1984) — південноафриканський плавець.
Олімпійський чемпіон 2004 року, учасник 2008, 2012 років.
Чемпіон світу з плавання на короткій воді 2014 року.
Переможець Всеафриканських ігор 2011 року, призер 2007 року.
Призер Ігор Співдружності 2010 року.
Призер Панамериканських ігор 2015 року.